# От местопрестъплението: Лас Вегас
„От местопрестъплението: Лас Вегас“ (на английски: CSI: Vegas) е американски сериал, чиято премиера е на 6 октомври 2021 г. по CBS. Продължение е на сериала „От местопрестъплението“.
На 29 септември 2022 г. започва втори сезон. На 21 февруари 2023 г. CBS подновява сериала за трети сезон. Той ще започне на 18 февруари 2024 г. През април 2024 г. е обявено, че въпреки солидните си рейтинги сериалът е спрян, а причината е, че CBS няма свободно място в програмната си схема. Последният епизод е излъчен на 19 май 2024 г.

## „От местопрестъплението: Лас Вегас“ в България
В България сериалът започва на 21 септември 2022 г. по „Фокс Крайм“, всяка сряда от 22:00. Първи сезон завършва на 23 ноември. На 8 март 2023 г. започва втори сезон, всяка сряда от 22:00 и приключва на 26 юли. На 22 май 2024 г. започва трети сезон, всяка сряда от 22:00 и завършва на 24 юли.
На 14 август 2024 г. започва излъчване и по Нова телевизия с разписание всеки делник от 21:00. Първи сезон завършва на 27 август. На 28 август започва втори сезон и запоследно е излъчен епизод на 13 септември.
На 20 януари 2025 г. започва по Кино Нова, всеки ден от 20:00 с повторение на следващия ден от 19:00. Втори сезон завършва на 19 февруари.